# Rudtjärnen (Älvsby socken, Norrbotten)
Rudtjärnen är en sjö i Älvsbyns kommun i Norrbotten och ingår i Piteälvens huvudavrinningsområde.